# Adhemar Ferreira de Camargo Neto
Adhemar Ferreira de Camargo Neto (sinh ngày 27 tháng 4 năm 1972) là một cầu thủ bóng đá người Brasil.

## Sự nghiệp câu lạc bộ
Adhemar Ferreira de Camargo Neto đã từng chơi cho Yokohama F. Marinos.